# DAC 6135

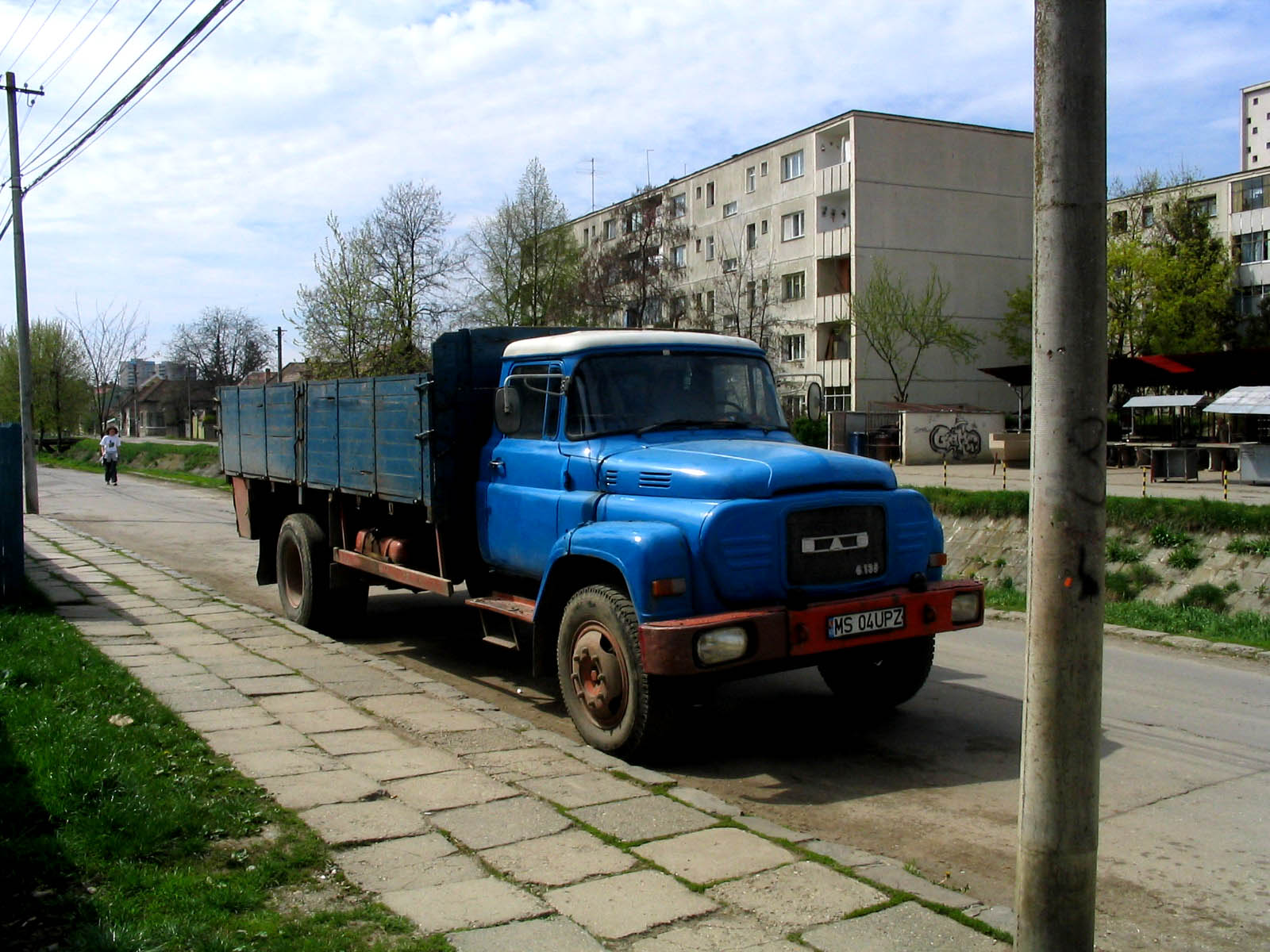
Dac 6135 în Târgu Mureș

DAC 6.135 este un model de camion introdus în 1975 la Întreprinderea de Autocamioane Brașov, ce folosea șasiul și cabina modificată ale SR-113 Bucegi. A fost fabricat până la mijlocul anilor '80, cam 1985  deși după alte surse, producția acestuia a continuat până în anul 1990, în serii mai reduse. Deși se dorea înlocuirea acestuia de către ROMAN 8135 Saviem, acestea au fabricate în paralel, datorită cererii încă mari pentru SR DAC, în special pentru mediul rural și agricol. Între 1990 și 1992, a fost fabricat într-o versiune restilizată, însă succesul limitat datorită liberalizării pieței a dus la oprirea producției. A existat și în variantă DAC 7.135, cu sarcina utilă mărită la 7 tone, cu toate că aspectul exterior nu diferea. Acesta era specificat pe masca frontală prin inscripția 7.135. 
Modele SR 113/114 D au beneficiat de o ușoară remodelare din partea fabricii, care a constat în înlocuirea grilei și panoului frontal cu un panou fără decupare pentru faruri și înlocuirea barei de protecție față cu un model adaptat de la Roman - din 3 bucăți și cu decupare pentru faruri. Modelele astfel modificate s-au numit Dac 6135 R/RA, cunoscute și sub numele SR-Dac. Sarcina utilă a crescut la 6 tone ( sau 7 tone pentru versiunea 7.135), iar greutatea maximă admisă a remorcii era de 10 t. A fost disponibil și în variantă cu ampatament scurt și sarcina utilă de 4,5 tone, precum și în varianta cap tractor cu șa.
Aceste camioane au fost folosite pentru transportul mărfurilor ușoare (camioane de transport pâine, lapte, și alte produse alimentare), autovehicule de transport deșeuri, atât ca transportor încărcător de container cât și concasor-compactor de gunoi, automacara 5 tone, camion cu macara, autobasculantă, autocisternă , societățile de transport în comun au utilizat acest autovehicul ca și autoatelier mobil, pentru lucrări la rețele de contact de tramvai și troleibuz, depanare vehicule transport în comun. A existat și în variantă cu tracțiune integrală, acestea fiind mai mult destinate uzului militar. Numărul exemplarelor cu tracțiune integrală a fost însă redus. În anii 80, pentru reducerea greutății și a economisi materiale, au fost introduse diverse elemente din mase plastice (fibră de sticlă) cum ar fi capota de motor, masca, fețe de uși.  
Până în 1990 dar și după aceea, aceste camioane erau omniprezente pe străzile orașelor din România, fiind folosite frecvent la transportul mărfurilor ușoare, însă odată cu liberalizarea pieței în anii '90, acestea au inceput să fie treptat retrase din serviciu și circulație, fiind înlocuit de vehicule moderne, economice, ecologice și mai confortabile și ușor de condus, acest vehicul nefiind echipat cu direcție asistată. În prezent, puține se mai află în circulație, acestea existând încă în orașe și comune mici pentru tranport local de marfă sau în cadrul unor societăți de transport în comun care au rețele de contact de tramvai sau troleibuz, folosit ca autoturn.
A fost oferit și la export în țările socialiste.

## Caracteristici
- Motor tip SAVIEM 797-05 - motor diesel 6 cilindri în linie cu injecție directă
- Capacitate: 5491 cmc.
- Raport de compresie: 17,5:1
- Putere maximă: 135 CP/3000 rpm
- Cuplul motor 37daNm la 1800 rpm
- Cutie de viteze cu 5 trepte pentru mers înainte și una pentru mers înapoi
- Viteză maximă: 65-70 km/h
- Consum: între 20 și 40 litri la 100 km, în funcție de destinație și regim de exploatare